# Симонета Веспучи
Симонета Веспучи (итал. Simonetta Vespucci) или Лепа Симонета (La bella Simonetta) (1453. — 24. април 1476) била је жена Марка Веспучија, рођака чувеног фирентинског истраживача Америга Веспучија. Према легенди, пре њене смрти у 22 години била је позната као највећа лепотица своје генерације у северној Италији
Сматра се да је она послужила као модел сликару Сандру Ботичелију приликом сликања слике Рођење Венере, као и другим сликарима из Фиренце.

## Биографија
Рођена је као Симонета Катанео отприлике 1453. године у делу Републике Ђенова која је данас позната као италијанска регија Лигурија.